# Terreon Gully
Terreon Gully (* 1982 in East St. Louis, Illinois) ist ein US-amerikanischer Jazzmusiker (Schlagzeug, Komposition) des Modern Jazz sowie Hochschullehrer.

## Leben und Wirken
Gully besuchte die Lincoln Senior High School, in der er im Jazz-Ensemble der Schule unter Leitung von Ronald Carter spielte. Er studierte anschließend an der University of Houston, an der Marvin Sparks, der Leiter des Studiengangs Percussion Studies, sein Mentor war. 1996 schloss er sein Studium mit dem Bachelor of Arts in Music Performance ab, zog dann nach Atlanta, bevor er sich 1998 in New York City niederließ. Seitdem arbeitete er in der dortigen Jazzszene mit Jorge Sylvester (Following the Line, 1999), Jacky Terrasson (für den er auch komponierte), in der Christian McBride Band, Marc Cary, Joe Locke/Geoffrey Keezer Group, mit Yerba Buena und im Tim Ries Quintet. Aufnahmen entstanden außerdem mit Russell Gunn, Chico Freeman, Lizz Wright, Javon Jackson, Ron Blake, Kurt Elling, Jacques Schwarz-Bart, Kirk Whalum und Junko Ōnishi. 2019 wirkte er bei John Beasleys Grammy-nominierten Album MONK’estra Plays John Beasley mit.
Mit dem Stefon Harris Quartet gastierte er 2000 auf JazzBaltica, mit Dianne Reeves 2012 auf der Jazzwoche Burghausen. Gegenwärtig spielt er auch mit Helen Sung & the (re)Conception Project. Unter eigenem Namen legte er die beiden Alben Vertical Vision (2003) und Live at Tonic (2006) vor. Im Bereich des Jazz war er laut Tom Lord zwischen 1998 und 2018 an 39 Aufnahmesessions beteiligt, zuletzt mit Michael Feinberg. Seit 2008 ist Gully Professor für Schlagzeug und Jazzgeschichte an der University of Manitoba in Winnipeg.